# Чамикаль (департамент)
Департамент Чамикаль  (исп. Departamento de Chamical) — департамент в Аргентине в составе провинции Ла-Риоха.
Территория — 5549 км². Население — 14160 человек. Плотность населения — 2,60 чел./км².
Административный центр — Чамикаль.

## География
Департамент расположен на востоке провинции Ла-Риоха.
Департамент граничит:
- на севере — с департаментом Ла-Риоха
- на востоке — с провинциями Катамарка, Кордова
- на юге — с департаментом Хенераль-Бельграно
- на западе — с департаментом Хенераль-Анхель-В.Пеньялоса

## Важнейшие населенные пункты[2]
| № | Населённый пункт | Населённый пункт (исп.) | Категория | Население чел. (2010) | На карте                        |
| - | ---------------- | ----------------------- | --------- | --------------------- | ------------------------------- |
| 1 | Чамикаль         | Chamical                | город     | 12919                 | 30°21′30″ ю. ш. 66°18′52″ з. д. |
| 2 | Белья-Виста      | Bella Vista             | поселок   | н/д                   | 30°30′21″ ю. ш. 66°15′30″ з. д. |
| 3 | Санта-Барбара    | Santa Bárbara           | поселок   | н/д                   | 30°30′39″ ю. ш. 66°19′17″ з. д. |